# Eddie Jemison
Eddie Jemison, né en 1963, est un acteur américain né à La Nouvelle-Orléans, en Louisiane. Il a joué dans certains gros films américains et dans beaucoup de séries à la télé, dont NCIS : Enquêtes spéciales, Les Experts, Le Protecteur, The Closer : L.A. enquêtes prioritaires, Six pieds sous terre, Demain à la une, Hung et The Untouchables.

## Filmographie
- 1996 : Schizopolis
- 1997 : Relic
- 2001 : Ocean's Eleven : Livingston Dell
- 2003 : Bruce tout-puissant (Bruce Almighty) : Bobby
- 2004 : Ocean's Twelve : Livingston Dell
- 2004 : The Punisher : Mickey Duka
- 2006 et 2018 : NCIS : Enquêtes spéciales : Terry Spooner
- 2007 : Waitress : Ogie
- 2007 : Ocean's Thirteen : Livingston Dell
- 2009 : The Informant! de Steven Soderbergh : Kirk Schmidt
- 2009 : Esprits criminels (saison 5, épisode 7) : Ray Campion
- 2010 : Les Experts : Craig Lifford
- 2010 : Miss Nobody : Joshua Nether
- 2011 : Les Experts : Miami : Arnold Watkins
- 2013 : Ma vie avec Liberace (Behind the Candelabra) de Steven Soderbergh : l'assistant réalisateur
- 2013 : Grey's Anatomy : Stan Grossberg
- 2013 : Coffee, Kill Boss : Henry Wood
- 2013 : Crossing Lines
- 2015-2019 : iZombie (série) : Mr. Boss
- 2015 : Chicago Med (série) : Dr Stanley Stohl
- 2016 : War Dogs : le gérant de l'EMS
- 2022 : Nope de Jordan Peele : Buster
- 2023 : Chair de poule : le propriétaire du Pantin à New York en 1925